# مركز في تي تي للأبحاث التقنية في فنلندا
مركز في تي تي للأبحاث التقنية في فنلندا المحدودة هو شركة ذات مسؤولية محدودة غير ربحية مملوكة للدولة وتخضع لسيطرتها.  مركز في تي تي للأبحاث التقنية في فنلندا هو أكبر شركة أبحاث وتكنولوجيا ومركز أبحاث يُجري أبحاثًا تطبيقية في فنلندا . يُقدم خدمات ومعلومات بحثية وابتكارية للعملاء والشركاء المحليين والدوليين، في القطاعين الخاص والعام. 
يعد المركز جزءًا من نظام الابتكار الفنلندي ويعمل تحت إشراف وزارة الشؤون الاقتصادية والتوظيف . 

## روابط خارجية
- الموقع الرسمي